# Windows Phone
Windows Phone (afgekort WP) is een besturingssysteem van Microsoft, bedoeld voor smartphones en tablets. Toestellen met Windows Phone zijn sinds 21 oktober 2010 verkrijgbaar, hoewel het besturingssysteem pas medio 2011 in Nederland en België officieel is geïntroduceerd. Dit is omdat het besturingssysteem enkel in de 'EFIGS'-talen (Engels, Frans, Italiaans, Duits en Spaans) beschikbaar was voordat de Mango-update uitkwam. Microsoft presenteerde het besturingssysteem voor het eerst in 2010 tijdens het Mobile World Congress in Barcelona. Vaak wordt het gezien als het vervolg op Windows Mobile, maar Windows Phone is hier los van ontwikkeld. Ook wordt Windows Phone als de lang gespeculeerde Zune-phone gezien. Dit zou een telefoon moeten worden die gebaseerd is op de interface van de Zune-mediaspeler van Microsoft. Windows Phone 7 werd uitgebracht in 2010. Eind 2012 werd deze opgevolgd door Windows Phone 8, die op zijn beurt werd opgevolgd door Windows Phone 8.1 in april 2014. Sinds Windows Phone 8.1 Update staat Microsoft toe om Windows Phone te installeren op kleine tablets van 8" of kleiner. Microsoft kondigde op 21 januari 2015 aan dat Windows Phone zal worden vervangen door Windows 10 Mobile. Alle Windows Phone 8.x-apparaten zouden voorzien worden van een update naar het nieuwe besturingssysteem. Alhoewel de eerste versie van Windows 10 Mobile (1511/10.0.10586.x) als insider preview voor alle apparaten beschikbaar was, is het nooit officieel voor alle toestellen uitgerold.

## Geschiedenis

### Windows Mobile 7
Sinds 2004 zijn er plannen gemaakt om Windows Mobile te vernieuwen of van een grote update te voorzien. In 2008 is het gehele project gestopt en heeft men besloten om helemaal opnieuw te beginnen in plaats van verder te gaan met Windows Mobile. Het besturingssysteem dat uit dit project is gekomen werd eerst 'Windows Phone 7 Series' genoemd, maar sinds 2 april 2010 heeft Microsoft besloten het woord 'Series' weg te laten om de naam simpeler te houden.

### Windows Phone 7
Windows Phone had in 2009 op de markt moeten komen, maar is in verband met de ontwikkeling van Windows Mobile 6.5 vertraagd. De tijdsdruk werd steeds hoger en Microsoft heeft sindsdien besloten een iets andere aanpak te volgen. Alles wat de telefoon kan, moet perfect zijn. Met andere woorden: "Liever wat minder functionaliteiten die wél goed werken, dan veel functionaliteiten die niet goed werken". In het vierde kwartaal van 2010 werden de eerste telefoons gelanceerd en daarna moet via updates overige functionaliteit worden toegevoegd.
Zo bracht NoDo ondersteuning voor kopiëren en plakken. Windows Phone 7.5 (codenaam Mango) was de eerste grote update aan het platform en bracht diverse verbeteringen. Zo werd Internet Explorer bijgewerkt naar versie 9, werd de integratie met verschillende sociale netwerken verbeterd, en Office werd uitgebreid met nieuwe functies. Ook de zoekfunctie werd grotendeels herwerkt en uitgebreid met nieuwe mogelijkheden, zoals Bing Vision. Ook bevatte Mango ondersteuning voor het Nederlands en diverse andere talen, waarmee Windows Phone dus ook beschikbaar kwam in Vlaanderen en Nederland. Windows Phone 7.5 Refresh bracht onder andere ondersteuning voor LTE terwijl Windows Phone 7.5 Tango (soms ook Windows Phone 7.5 Refresh 2 genoemd) de algemene prestaties van Windows Phone moest verbeteren, ondersteuning biedt voor 256 MB RAM, en andere kleine wijzigingen.
De ontwikkeling van Windows Phone 7.8 liep parallel met die van Windows Phone 8. Windows Phone 7.8 werd voorzien van het nieuwe startscherm uit Windows Phone 8. Ook werd het kleurenpalet voor het startscherm uitgebreid met nieuwe kleuren. Ook de functionaliteit van het vergrendelingsscherm werd uitgebreid. Verder werden het Windows-, Xbox-, Office- en Windows Store-logo bijgewerkt naar hun nieuwe uiterlijk.

### Windows Phone 8
Windows Phone 8 werd aangekondigd in 2012. Het biedt ondersteuning voor nieuwe resoluties en andere hardware. Grootste nieuwe functionaliteit van Windows Phone 8 waren het nieuwe startscherm. Deze ondersteunde nieuwe kleuren en ook kunnen tegels voortaan voorzien worden van een door de gebruiker gekozen formaat. De integratie met OneDrive werd verbeterd. Internet Explorer 10 neemt de plaats in van Internet Explorer 9 en biedt onder andere verbeteringen aan de interface. Verder werd er ondersteuning voor NFC toegevoegd. Met Windows Phone 8 neemt Microsoft ook afscheid van de Windows CE-kernel. Windows Phone maakt voortaan gebruik van Windows NT, dezelfde kernel als Windows.
De ondersteuning voor hardware werd uitgebreid met 3 volgende updates, met toestellen zoals de Nokia Lumia 1520 en Nokia Lumia Icon als gevolg. Deze 3 updates brachten echter ook verschillende kleine aanpassingen voor eindgebruikers mee. Windows Phone 8 Update 1 concentreerde vooral op verbeteringen aan de Berichten-app en Internet Explorer. Update 2 bracht verbeteringen aan Xbox Music en Skype, werd er ondersteuning voor FM radio toegevoegd en werd de ondersteuning van Google-accounts hersteld, ook Internet Explorer werd opnieuw voorzien van verbeteringen. Update 3 bracht ondersteuning voor een extra kolom tegels op het startscherm, ook werden er enkele verbeteringen voor multitasken doorgevoerd, samen met nog diverse andere updates.

### Windows Phone 8.1
In februari 2014 nodigde Microsoft ontwikkelaars uit voor een preview van de SDK van "de volgende versie van Windows Phone". Deze biedt opnieuw ondersteuning voor nieuwe resoluties, processors etc. en bevat ook verschillende personalisatie opties en nieuwe eigenschappen zoals Internet Explorer 11 en moet beter kunnen samenwerken met Windows 8.1. Windows Phone 8.1, zoals de update heet, zal beschikbaar zijn voor alle Windows Phone 8-toestellen en werd aangekondigd op 2 april op Build 2014, samen met de eerste toestellen die het OS zouden draaien, waaronder de Nokia Lumia 630 en Nokia Lumia 930. Op 14 april werd de Windows Phone 8.1 Preview for Developers vrijgegeven voor alle bestaande Windows Phone 8-toestellen, op voorwaarde dat Windows Phone 8 Update 3 was geïnstalleerd. Een maand later, op 14 mei 2014, werd een tweede update vrijgegeven, die kleine verbeteringen met zich meebracht. Deze update werd gevolgd door drie andere kleine bugfixupdates. Met Windows Phone 8.1 voegde Microsoft ook verschillende OEM's toe aan de lijst van Windows Phone-OEM's. Later werd de lijst meermaals uitgebreid. Dit zijn Alcatel OneTouch, Allview, Archos, BLU Products, Cherry Mobile, eSense, Fly, Foxconn, Gionee, Hisense, HTC, Huawei, JSR K-Touch, Karbonn Mobiles, KAZAM, Lava, Lenovo, LG, Longcheer, Micromax, Microsoft Mobile, New Generation Mobile, Polaroid, Prestigio, Q-Mobile, Samsung, Trekstor, Ucall, XOLO, Yezz en ZTE.
In augustus 2014 werd een update voor Windows Phone 8.1, genaamd Windows Phone 8.1 Update, uitgerold naar toestellen die deel nemen aan het Preview for Developers-programma. De update brengt ondersteuning voor nieuwe hardware om toestellen zoals de HTC One M8 for Windows mogelijk te maken. Maar ook voor al bestaande toestellen werden nieuwe functies toegevoegd, zoals mappen en een uitbreiding van Cortana naar nieuwe markten. De update werd vrijgegeven op 4 augustus 2014 en werd vlak daarna gevolgd met een kleine bugfixupdate. De uitrol van Windows Phone 8.1 Update naar reguliere toestellen volgde gedurende de herfst van 2014. Op 20 augustus 2014 werd een Windows Phone-versie ontdekt met versienummer 8.15.12375. Op 5 december 2014 gaf Microsoft Windows Phone 8.1 Update build 14219 uit. Deze update bracht Cortana naar Frankrijk, Duitsland, Spanje en Italië. In april van 2015 vond de laatste grote update plaats, 8.10.15116 was Windows Phone 8.1 Update 2. Op 11 juli 2017 werd de ondersteuning voor Windows Phone 8.1 officieel beëindigd.

### Windows 10 Mobile
Op 30 september 2014 kondigde Microsoft aan dat Windows Phone 8.1 zou worden opgevolgd door Windows 10, waarmee er een einde komt aan de Windows Phone-reeks. Windows 10 zal niet dezelfde interface tonen op een desktop, tablet of Xbox-console als op een smartphone. De getoonde interface wordt toegespitst op het apparaat waar het op draait, met de overstap naar Windows 10 in plaats van het doorzetten van Windows Phone, wil Microsoft het nog makkelijker maken voor ontwikkelaars en gebruikers om apps te maken en installeren. Het is onbekend of huidige Windows Phone-apparaten een update naar Windows 10 krijgen. Microsoft gaf in februari 2015 de eerste insider preview vrij en is sinds 20 november 2015 officieel te verkrijgen.

## Versieoverzicht
| Legenda     | Legenda                   | Legenda                | Legenda                 | Legenda         |
| ----------- | ------------------------- | ---------------------- | ----------------------- | --------------- |
| End of Life | Uitgebreide ondersteuning | Algemene ondersteuning | Ondersteunde testversie | In ontwikkeling |

| Versies van Windows Phone 7.0 | Versies van Windows Phone 7.0 | Versies van Windows Phone 7.0                                                                    |
| Versie Codenaam               | Datum                         | Hoofdpunten                                                                                      |
| ----------------------------- | ----------------------------- | ------------------------------------------------------------------------------------------------ |
| 7.0.7004.0 Photon             | 29 oktober 2010               | - Eerste uitgave van Windows Phone 7                                                             |
| 7.0.7008.0                    | 22 februari 2011              | - Verbeterde updateprocedure voor latere updates.                                                |
| 7.0.7390.0 NoDo               | 22 maart 2011                 | - CDMA-ondersteuning - Kopiëren en plakken - Snellere app-laadtijden - Betere Facebookintegratie |
| 7.0.7392.0                    | 4 mei 2011                    | - Intrekken van frauduleuze certificaten.                                                        |
| 7.0.7403.0                    | 27 september 2011             | - Voorbereidende update op Windows Phone 7.5                                                     |

| Versies van Windows Phone 7.5 | Versies van Windows Phone 7.5 | Versies van Windows Phone 7.5 |
| Versie Codenaam               | Datum                         | Hoofdpunten |
| ----------------------------- | ----------------------------- | --- |
| 7.10.7720.68 Mango            | 27 september 2011             | - Berichten en sociale integratie - Dynamische tegel voor berichten - Integratie van Twitter en LinkedIn in de Personen-hub - Contacten kunnen nu in groepen geplaatst worden, die ook aan het startscherm gepind kunnen worden - Contact kaarten bevatten nu alle conversaties (sms, e-mails, mms, Messenger etc.) - Facebook Places-check-in-ondersteuning - Integratie van Windows Live Messenger en Facebook Chat - Threads - Ondersteuning voor gegroepeerde conversaties in e-mails - Ondersteuning voor Outlooktaken - Facebookevenementen zijn nu geïntegreerd in de kalender - Gekoppelde e-mailaccounts - Ingebouwde spraak-naar-tekst/tekst-naar-spraakfunctionaliteit voor handenvrij sms'en en chatten - Ondersteuning voor het zoeken op een Exchange Server - Information Rights Management-ondersteuning voor e-mails en Officedocumenten - Visual Voicemail - Zoeken/Bing - Bing Vison - Bing Music - Bing Local Scout - Bing Quick Cards - Bing Search - Bing Maps - Microsoft Office Mobile - Documenten worden nu gesynchroniseerd over OneDrive - Excel Mobile ondersteunt het toevoegen van macro's - Microsoft Lync is nu een te downloaden app - OneNotepagina's kunnen nu een To Do-optie aanduiden - Geen ondersteuning voor het bewerken van Office 2003-documenten (.doc, .ppt, .xls, etc.) - Foto's - Personen/groepen-album met synchronisatie met OneDrive en Facebook - Personen taggen in foto's met OneDrive- en Facebook-synchronisatie - Ondersteuning voor automatisch verbeteren van foto's - De livetegel is nu geanimeerd - Video's delen via mms, Facebook, OneDrive en e-mail - Twitterintegratie voor het delen van foto's op Twitter - Integratie met de Personenhub - Snelle toegang tot de Camera Roll - Mogelijkheid om foto's te kiezen van OneDrive en Facebook vanuit een andere app - Albums kunnen nu worden vastgepind - Multimedia - Ondersteuning vanZune SmartDJ Mix - Als er muziek wordt afgespeeld, wordt de artiest op het vergrendelscherm getoond - UI-aanpassingen op het vergrendelscherm - Mogelijkheid om de videoverhouding aan te passen tijdens het afspelen - Een enkel lied kan nu worden herhaald zonder het te moeten vast pinnen - Podcastondersteuning - Open en speel media met spraak - Ondersteuning voor het maken van afspeellijsten - 'Marketplace - Vernieuwde interface - Verbeterde zoekmogelijkheden - Camera - Nieuwe UI - Instellingen worden nu onthouden voor de volgende keer - In- en uitschakelen van geluid - Ondersteuning voor camera's aan de voorkant van het toestel - Focus door te tikken - Je kan nu foto's nakijken zonder te ontgrendelen - Verbeterde interface voor portretmodus - Games - Vernieuwde Xbox LIVE Games Hub met 3D-avatar - Vrienden en archievements zijn geïntegreerd in de Hub - Snellere Async voor games - Internet Explorer 9 Mobile - Hardwareacceleratie - Ondersteuning voor HTML5-audio en -video - Ondersteuning voor HTML5-audio op de achtergrond - Geolocatie-ondersteuning - Nieuwe JavaScript-engine - Nieuwe gebruikersinterface met de adresbalk onderaan in beeld - Adresbalk is nu zichtbaar in landschapsmodus - Zoeken op pagina is verwijderd - De knop "Tabs" is verplaatst naar het menu - Beveiliging - Spraakbesturing is nu uitgeschakeld als het apparaat geblokkeerd is - Ondersteuning voor complexe pincode - Overige - Internet-sharing - Batterijbesparing - Ringtonebeheer - Nieuwe Personen-tegel met nieuwe animaties - Men kan nu zoeken in Alle apps - Quick jump is nu beschikbaar in Alle apps - Ondersteuning voor 16 nieuwe talen: Czech, Deens, Hongaars, Nederlands, Noors, Pools, Portugees, Fins, Zweeds, Grieks, Russisch, Koreaans, Chinees (Traditioneel en Simpel) en Japans - Ondersteuning voor Oost-Aziatisch geschreven tekst - Ondersteuning voor nieuwe talen en emoticons op het virtuele toetsenbord - Wifi-netwerkondersteuning is nu verborgen - Ondersteuning voor Qualcomm MSM7X30 en MSM8X55 - Alle apps heeft nu een alfabetische interface zoals de Personenhub - Voordat het toestel afsluit, moet het scherm naar onder worden geveegd - 'Soft-on' is verwijderd als alarmfunctie - Aanpassingen aan het alarm - Ontwikkelaars-API - Apps van derde kunnen nu ook gebruikmaken van multitasking en fast switch - Ondersteuning voor achtergrondprocessen - Nieuwe opties voor livetegels - Ondersteuning voor 32 bitkleuren voor Silverlight-apps - Silverlight 4-ondersteuning - Ondersteuning van Silverlight en XNA in dezelfde app - Raw camerabeelden kunnen nu door apps bekeken worden - Nieuwe sensor-API's voor kompas, gyroscoop en accelerometer - Verbeterde listbox-controller met betere prestaties - Verbeterde webbrowser met Internet Explorer 9-engine en cookietoegang - Clipboard-API - Hardware-geaccelereerde video-decoding in de MediaPlayercontroller - TCP/IP- en UDP-socketondersteuning - LINQ-ondersteuning - Bestanden overdragen op de achtergrond - Ondersteuning van NEON/SIMD voor XNA-apps |
| 7.10.7740.16                  | 17 november 2011              | - Herstelt een probleem met Microsoft Exchange Server 2003 - Herstelt een probleem met voicemailnotificaties |
| 7.10.8112.7 Refresh           | 8 april 2012                  | - LTE-ondersteuning - Het virtuele toetsenbord verdwijnt niet meer zomaar - Locatiebepaling werkt weer correct - Overige bugfixes - Standaardversie voor AT&T Nokia Lumia 900 en HTC Titan II - Ondersteuning voor visuele voicemail voor het AT&T-netwerk - Ondersteuning voor Internet Sharing (tethering) voor het AT&T-netwerk |
| 7.10.8773.98 Tango            | 28 juni 2012                  | - Verbeteringen voor het sturen van media via Berichten - Ringtones kunnen nu verzonden worden via mms - Exporteer en beheer contacten met een simkaart - Ondersteuning voor 256 MB en lage kloksnelheden - Nieuwe achtergronden - Letterindexering - Betrouwbaardere notificaties - Ondersteuning om bijlages van Microsoft Exchange 2003 Server te downloaden - Snellere pin-reactietijd - Als locatie gebruikt wordt, wordt dit aangeduid in de notificatiebalk - Skype is nu een standaard app - Ondersteuning voor 23 nieuwe markten - Kleine verbeteringen en andere aanpassingen |
| 7.10.8779.8                   | 13 juli 2012                  | - Herstelt een bug met aankopen in de Windows Phone Marketplace in sommige regio's - Aanpassing aan de standaard synchronisatietijd van e-mails |
| 7.10.8783.12                  | 16 december 2012              | - Kleine verbeteringen - Voorbereidende update op Windows Phone 7.8 |

| Versies van Windows Phone 7.8 | Versies van Windows Phone 7.8 | Versies van Windows Phone 7.8 |
| Versie Codenaam               | Datum                         | Hoofdpunten |
| ----------------------------- | ----------------------------- | --- |
| 7.10.8858.136                 | 16 december 2012              | - Nieuwe startscherminterface met aanpasbare tegelformaten zoals in Windows Phone 8 - Nieuw scherm bij het opstarten, het toont nu nieuwe Windowslogo uit Windows 8 en Windows Phone 8 - Nieuw logo voor Games, Office en de Windows Phone Store - 20 accentkleuren (en een extra voor de hardwarefabrikant) - Verbeterd vergrendelscherm, met ondersteuning voor een dynamische achtergrond van Bing |
| 7.10.8860.142                 | 14 maart 2013                 | - Tussentijdse update - Bevat "verschillende kwaliteitsverbeteringen" - Maakt tethering over wifi mogelijk op de Samsung Omnia GT-I8350 |
| 7.10.8862.144                 | 14 maart 2013                 | - Herstelt een bug in Live-tegels die niet updaten |

| Versies van Windows Phone 8.0                                | Versies van Windows Phone 8.0 | Versies van Windows Phone 8.0 |
| Versie Codenaam                                              | Datum                         | Hoofdpunten |
| ------------------------------------------------------------ | ----------------------------- | --- |
| 8.0.9903.10 Apollo                                           | 29 oktober 2012               | - Meerdere schermresoluties - MicroSD-ondersteuning en multicore-processorondersteuning - verbeterde interface - nieuw logo - Windows CE-kernel vervangen door Windows NT-kernel - compatibel met Windows 8-apps en omgekeerd - native code - Internet Explorer 10 - Nokia Maps |
| 8.0.10211.204 Portico                                        | 11 december 2012              | - Verbeteringen voor audio - bugfixes - Always-on-wifiverbinding - mogelijkheid om oproepen automatisch te beantwoorden met sms. - Sms-concepten opslaan en optie om alle berichten te selecteren. |
| 8.0.10327.77 8.0.10328.78 GDR2                               | 12 juli 2013                  | - FM-radio - Xbox Music maakt het makkelijker om muziek te kiezen, downloaden en pinnen - beperkt het gebruik van data met Data Sense - verbeterde stabiliteit voor VoIP-apps - Internet Explorer biedt betere ondersteuning voor HTML5 - er kan een standaardcamera worden gekozen - herstelt de low-res-fotobug en 'Other Storage'-bug.                                                             |
| 8.0.10501.127 8.0.10512.142 8.0.10517.150 8.0.10521.155 GDR3 | 14 oktober 2013               | - Ondersteuning voor Full HD-schermen - draaivergrendeling - nieuwe netwerkindicator - 'driving mode'-interface - synchronisatie van sms-berichten naar andere apparaten en het web - stille NFC - apps afsluiten vanuit app switcher - mogelijkheid voor drie medium tegels op een rij - beter opslagbeheer - verbeteringen aan bluetooth - aanpasbare ringtones - nieuwe toegankelijkheidsfuncties. |
| 8.0.10532.166                                                | 14 april 2014                 | - Voorbereidende update voor Windows Phone 8.1. |

| Versies van Windows Phone 8.1                | Versies van Windows Phone 8.1 | Versies van Windows Phone 8.1 |
| Versie Codenaam                              | Datum                         | Hoofdpunten |
| -------------------------------------------- | ----------------------------- | --- |
| 8.10.12359.845 Blue                          | 14 april 2014                 | - Onderhoudscentrum - Stille notificaties, geen melding en worden direct getoond in het Onderhoudscentrum - Snelle toegang tot aanpasbare acties, zoals wifi, bluetooth, vliegtuigmodus - Cortana - Cortana is een nieuwe app die dienstdoet als persoonlijk assistent - Cortana vervangt de oude zoekfunctie indien zo ingesteld - Apps + Store - Apps kunnen hun eigen audio- en video-uitvoer opnemen - Apps en gamesdata kunnen worden opgeslagen op de SD-kaart - App-suggesties per locatie - Back-up van app + gamedata (als ontwikkelaar dit toestaat) - De applijst kan nu worden gesorteerd op gebruik en installatiedatum - Manueel controleren op updates - Optie om apps automatisch bij te werken - Optie om apps alleen automatisch bij te werken op wifi - Een Single sign-in-functie voor apps met een Microsoft Account, om overal in een keer in te loggen - De Windows Phone Store heeft een volledig nieuwe structuur gekregen - Screenshots van apps staan nu op de overzichtspagina - Beschikbare talen, versie en laatste update staan aangeduid op een aparte pagina - Er wordt nu een grafiek en sterrenranking getoond bij reviews - Er zijn snelkoppelingen toegevoegd naar Home, Delen, Mijn apps, Instellingen en Downloads - Er is een nieuwe "Categorie"-sectie toegevoegd - Ook het ontwerp van de Windows Phone Store is bijgewerkt - Nieuwe standaardapps - Bing Apps (Weer, Nieuws, Sport, Gezondheid + Fitness, Eten + Drinken, Financieel, Reizen) - Podcasts is een nieuwe standaardapp - Xbox Music is toegevoegd ter vervanging van Muziek + Video - Xbox Video is toegevoegd ter vervanging van Muziek + Video - Kalender - Ondersteuning voor Google Calendar, met verschillende kalenders - Weer in kalender - Week weergave - Camera - Burst-cameramode, inclusief automatisch verwijderen - Nieuw ontwerp - Bing - De nieuwe podcastapp wordt ondersteund door Bing - Het Binglogo is vervangen door het nieuwe Binglogo - Internet Explorer 11 - IE11 kan wachtwoorden voor websites opslaan - JavaScript en HTML voor apps - Uploaden van bestanden met IE11 - Tabs worden nu individueel getoond in het multitaskscherm - Ondersteuning voor WebGL en Normal mapping - YouTubespeler ondersteunt HTML5-video - Verbeterde ondersteuning voor CSS3, HTML5 en andere webstandaarden - Ontwikkelaars - Achtergrondtaken - Bluetoothsignaalsterkte - Chatberichtennotificaties - Connectiviteitcontrole - Locatie - Pushnotificaties - Rfcommconnecties - Systeemgebeurtenissen - Timer - XAP is vervangen door APPX - Audio en video is nu hardware-geaccelereerd - Nieuwe ontwikkelaarshulpmiddelen bevatten SemanticZoom, DataPicker en TimePicker - Interactieve notificaties voor apps - Stille notificaties voor apps - E-mail - Ondersteuning voor ondertekende en versleutelde mails - Nieuw opties voor het synchroniseren van mails - Optie om mails altijd te downloaden, inclusief mogelijke afbeeldingen - Zakelijk en Office - VPN (Virtual Private Network) - S/MIME-ondersteuning - EAP-TLS-ondersteuning - Verbeterde MBM-ondersteuning - Certificaatbeheer - Wachtwoorden kunnen vanop afstand worden gewijzigd - De smartphone kan vanop afstand worden vergrendeld - Ondersteuning voor met wachtwoord beveiligde Officebestanden - Office Lens-ondersteuning om documenten in te scannen met de camera - SkyDrive is voortaan OneDrive - OneDrive bevat nu een verkenner voor lokale bestanden - Toegang tot bedrijfsinformatie achter een firewall met app aware - Algemene gebruikservaring - Startschermachtergronden - Het vergrendelscherm kan nu volledig worden aangepast door apps - Drie kolommen met medium tegels langs elkaar - De applijst toont nu ook geïnstalleerde games - De Terug-knop sluit niet langer apps af, maar onderbreekt ze - Double-Tap om een apparaat te ontwaken - Double-Tap om af te sluiten - Foto's kunnen worden gemarkeerd als favoriet met een hart-pictogram - Bestandskiezer - Live-tegels kunnen worden gemarkeerd als 'gelezen' door er over naar links te vegen - Er kunnen nu drie kolommen worden getoond van Live-tegels - Navigatiebalk voor smartphones zonder fysieke knoppen - Notificaties voor opladen - Stille uren om notificaties tijdelijk uit te schakelen - Screenshots maken moet nu met Power + Volume omhoog - Zoekknop opent voortaan TellMe - Aparte volumeregelaars voor beltonen/notificaties en muziek/media - Apps kunnen nu worden gesloten door naar beneden te vergen in het multitaskscherm - Voorlezen voor toegankelijkheid - Het startscherm kan worden bijgehouden in een back-up - Het startscherm wordt voortaan gesynchroniseerd over Windows Phone-toestellen met hetzelfde account - Het Windows Phone-splashscreen is aangepast - Toetsenbord - Algemene toetsenbordverbeteringen - Veegtoetsenbordoptie - T9-ondersteuning - Media - Audio/video-transcoding is nu door hardware geaccelereerd - Media bewerken - Berichten - De standaard berichtenapp kan worden vervangen - Conversaties kunnen op stil worden gezet zodat deze geen notificaties meer tonen - Bellen + Contacten - Contacten kunnen nu worden gefilterd op iedereen met een telefoonnummer - In-call-spreekcommando's - Nieuwe groep voor 40 mensen - Operatoren kunnen voortaan apps installeren als een simkaart wordt gevonden - Sense - Battery Power Sense om het energiegebruik te beheren - De limiet in Data Sense kan nu worden aangepast door operatoren - WiFi Sense beheert het gebruik van wifi - Systeem - Bluetooth 4.0 LE - Chkdsk voor SD-kaarten om gezondheid van de kaart te controleren - Geofence ondersteuning - Miracast-ondersteuning - De navigatiebalk vervangt de fysieke knoppen op toestellen die deze niet hebben - Muis- en toetsenbord-ondersteuning - Ondersteuning voor stereoscopisch 3D - Als wifi is uitgeschakeld kan die na een tijd automatisch worden herstart - Windows Phone moet voortaan up-to-date zijn om de fabrieksinstellingen te herstellen - "Vertrouwde apps"-lijst foor NFC, zodat deze niet moeten vragen om NFC te mogen gebruiken - Virtual SmartCard-ondersteuning - Wallet ondersteunt tickets en lidkaarten - Windows Phone 8.1-apps werken niet op Windows Phone 8 - Ondersteuning voor nieuwe resoluties |
| 8.10.12382.878                               | 14 mei 2014                   | - Verbeterde stabiliteit - Bugfixes - Verbeteringen op energieverbruik |
| 8.10.12393.890                               | 2 juni 2014                   | - Nieuw bootlogo - Batterijverbeteringen - Bugfixes |
| 8.10.12397.895                               | 12 juni 2014                  | - Aanpassingen aan enkele API's - Betere ondersteuning voor nieuwe toestellen |
| 8.10.12400.899                               | 16 juli 2014                  | - Bugfixes |
| 8.10.14141.167                               | 4 augustus 2014               | - Bugfixes |
| 8.10.14147.180 GDR1                          | 4 augustus 2014               | - Startscherm - Ondersteuning voor het maken van mappen op het startscherm - Xbox Music - Xbox Music heeft terug een Live-tegel - Ondersteuning voor Kids Corner - Verbeterde prestaties - Bellen - Meerdere oproepen kunnen nu worden geselecteerd om te verwijderen - Berichten - Sms-berichten kunnen nu worden doorgestuurd - Verbeterd beheer voor berichten - Store - De Store heeft nu een Live-tegel die aanbevolen apps toont - Cortana - Ondersteuning voor China, UK, Canada, India en Australië - Cortana heeft een andere, optionele, vormgeving in China - Cortana kan nu worden gebruikt als de telefoon vergrendeld is - Apps Corner - Nieuwe modus om een select aantal apps te tonen - Battery Saver - Battery Saver heeft nu een livetegel die de lading weergeeft - Alarm - Er kan nu een andere tijd worden ingesteld voor het uitstellen van een alarm - Internet Explorer - Verbeterde weergave van websites - IE zal zich via zijn User Agent String voortaan voordoen als een andere browser voor betere weergave - Sommige Webkit-prefixes worden nu ook ondersteund - Bestanden - Bestanden, een officiële Microsoft-app, is nu optioneel om voorgeïnstalleerd te worden op ieder toestel - Instellingen - Toestellen zonder simkaart kunnen de tijd nu ook automatisch bijwerken - Systeem - Er kan gekozen worden hoe Windows Phone moet reageren op verbinding met USB - De standaard indeling van het startscherm is gewijzigd voor nieuwe smartphones - Windows Phone kan nu gebruikmaken van de SD-kaart bij het updaten in plaats van alleen de interne opslag - Ondersteuning voor voice-over-LTE (VoLTE) - Ondersteuning voor Network Time Protocol - Internet kan nu gedeeld worden over bluetooth - Updates worden anders afgehandeld, er kunnen nu onder andere meer details worden bekeken - CDMA- + GSM-dual-sim-ondersteuning - VPN over wifihotspots - Ondersteuning voor Smartcovers - Ondersteuning voor schermen met een resolutie van 800 x 1280 - Ondersteuning voor schermen met een resolutie van 540 x 960 voor schermen tot 6 inch - Resoluties van 1280 x 768 kunnen nu ook worden gebruikt op schermen van 6,01 tot 7 inch - Notificaties voor bluetoothrandapparaten - Ondersteuning voor Bluetooth PAN (Personal Area Network) 1.0 - Ondersteuning voor Bluetooth aptX-codec-ondersteuning voor A2DP - Ondersteuning voor Bluetooth AVRCP - Ondersteuning voor Qualcomm Quick charge 2.0, laadt toestellen 75% sneller op (Snapdragon 400, 600 en 800) - API voor gelinkte apparaten, zoals smartwatches - OEM's - OEM's mogen voortaan tablets uitbrengen met Windows Phone op geïnstalleerd - OEM's kunnen een eigen vergrendelscherm implementeren - OEM's kunnen de mogelijkheid om automatisch op updates te controleren uitschakelen - OEM's kunnen een lijst van MMC/MNC-paren instellen - OEM's kunnen een contact instellen zodat Cortana kan worden opgeroepen via een auto |
| 8.10.14157.200                               | 19 augustus 2014              | - Stabiliteitsverbeteringen. |
| 8.10.14176.243                               | 24 september 2014             | - Ondersteuning voor HTC 8X, 8S en 8XT - Herstelt bug die installeren Windows Phone 8.1 Update tegenhield - Hersteld een bug met Access Violation in "minuser" waardoor apps konden crashen |
| 8.10.14192.280                               | 24 oktober 2014               | - Deze update is een test voor het installeren van "Kritieke updates" |
| 8.10.14203.306                               | 13 november 2014              | - De tegel "Batterij besparen" is nu live en toont het resterende percentage - Optie om installatietijd voor updates te kiezen - NTP-synchronisatie is nu standaard actief |
| 8.10.14219.314                               | 5 december 2014               | - Ondersteuning voor Frans, Duits, Italiaans en Spaans in Cortana - Mobiele netwerken kan nu als knop worden toegevoegd in het Onderhoudscentrum - Mappen opslaan op de microSD-kaart - Hardwaretoetsenbordondersteuning - OS-updates kunnen nu gebruikmaken van de SD-kaart |
| 8.10.14226.359                               | 24 december 2014              | - Verbeterde gevoeligheid voor het scherm van de Microsoft Lumia 535, bugfixes |
| 8.10.14234.375                               | 24 februari 2015              | - Verbeterde gevoeligheid voor het scherm van de Microsoft Lumia 535, bugfixes |
| 8.10.15116.125 Update 2                      | 2 maart 2015                  | - Startscherm - De pijl naar het "Alle apps"-menu toont nu de tekst "Alle apps" en is niet meer omcirkeld - Instellingen - Instellingen zijn nu opgedeeld in categorieën - Er is een zoekfunctie toegevoegd - Systeem - 4 nieuwe talen: Bangla, Khmer, Kiswahili en Lao - Het startscherm kan nu worden hersteld naar zijn originele staat - Ondersteuning voor de MKV-videocontainer - Technologieën - Voice over LTE - Bluetooth Message Access Profile - Bluetooth Human Interface Device Profile 1.1 - Bluetooth HID over Generic Attribute Profile - Absolute Volume Control (onderdeel van AVRCP) - Ondersteuning voor VPN configuration service provider |
| 8.10.15127.138 8.10.15137.148 8.10.15143.154 | 1 mei 2015                    | - Anti-diefstalresetmogelijkheden toegevoegd. - Bugfixes - Verbeterde ondersteuning voor het upgraden naar Windows 10 Mobile. |
| 8.10.15148.160 8.10.15153.165                | 2 juni 2015                   | - Verbeterde ondersteuning voor het upgraden naar Windows 10 Mobile. |
| 8.10.15155.167                               | juli 2015                     | - Bugfixes |
| 8.10.15156.168                               | januari 2016                  | - Bugfixes |
| 8.10.15165.177                               | augustus 2016                 | - Bugfixes |
| 8.10.15172.184                               | maart 2017                    | - Bugfixes |
| 8.10.15176.188                               | december 2017                 | - Bugfixes |
| 8.10.15185.197                               | november 2018                 | - Bugfixes |
| Zie Windows 10 Mobile                        |                               | |

## Gebruikersinterface
Windows Phone heeft een andere focus dan Windows Mobile. Windows Mobile is op de markt gekomen als een zakelijk besturingssysteem. Windows Phone richt zich op de consument. Dit blijkt onder andere uit integratie met diensten als Xbox Live, Windows Phone Store en Zune Pass, een downloaddienst voor muziek van Microsofts mediaspeler Zune.
De interface van het besturingssysteem, die de naam 'Modern UI' draagt, is geïnspireerd door de gebruikersinterface van die van Zune. Het is bedoeld voor gebruik met touchscreen. Het startscherm bestaat uit zogenoemde live tiles (tegels). Dit zijn snelkoppelingen naar websites, contacten, applicaties en dergelijke. De tegels worden tevens gebruikt om updates weer te geven. Zo geeft bijvoorbeeld de tegel van de e-mailclient het aantal ongelezen berichten en de tegel van een contact bijvoorbeeld de nieuwe foto van zijn of haar sociale netwerksite.
Een ander belangrijk deel van de gebruikersinterface zijn de 'hubs'. Hubs zijn applicaties die een aantal functionaliteiten bieden rond een bepaald thema. Hierbij wordt horizontaal gescrold. Er zijn zes hubs, die in de onderstaande tabel worden beschreven.
| Personen   | Dit is de contactenlijst. De contacten komen uit Windows Services en Exchange, maar ook uit Twitter, Facebook, Gmail en andere gekoppelde diensten. |
| Foto's     | Hierin staan fotoalbums die op de telefoon zijn opgeslagen en fotoalbums van het internet. Albums van het internet komen via cloud-diensten zoals Facebook. |
| Games      | Dit is de Xbox Live-integratie, hierbij is het Xbox Live-profiel te benaderen. Vanuit deze hub is het mogelijk anderen uit te nodigen voor een spel. De Xbox-integratie is gericht op mobiel gebruik, wat zich uit in het gebruik van turnbased games.                                                                             |
| Xbox Music | De originele Music + Video hub werd uit elkaar getrokken in Windows Phone 8.1 ten voordele van losse apps die regelmatig konden worden bijgewerkt. Beide hubs ondersteunen hun respectievelijke Xbox-service. |
| Xbox Video | De originele Music + Video hub werd uit elkaar getrokken in Windows Phone 8.1 ten voordele van losse apps die regelmatig konden worden bijgewerkt. Beide hubs ondersteunen hun respectievelijke Xbox-service. |
| Store      | Via deze hub kunnen applicaties en games worden gedownload. Verder wordt de Store gebruikt voor het downloaden van muziek en abonneren op podcasts. |
| Office     | In deze hub kunnen bestanden in Microsoft Office worden geopend en bewerkt. De hub biedt ook ondersteuning voor Exchange. Verder wordt de hub gebruikt om bijlagen uit e-mails te openen en andersom, om Officebestanden te verzenden via de e-mailapplicatie. Ook kan aan de documenten ingesproken commentaar worden toegevoegd. |

De designelementen van de Windows Phone-interface keren later terug in diverse andere Microsoftproducten. Zo kreeg Windows 8 een touch-vriendelijke interface, en werd ook Office 2013 voorzien van een nieuw ontwerp, net als alle andere Microsoftsoftware. Ook alle websites van Microsoft kregen een nieuw ontwerp met de Modern UI in het achterhoofd.

## Functionaliteit

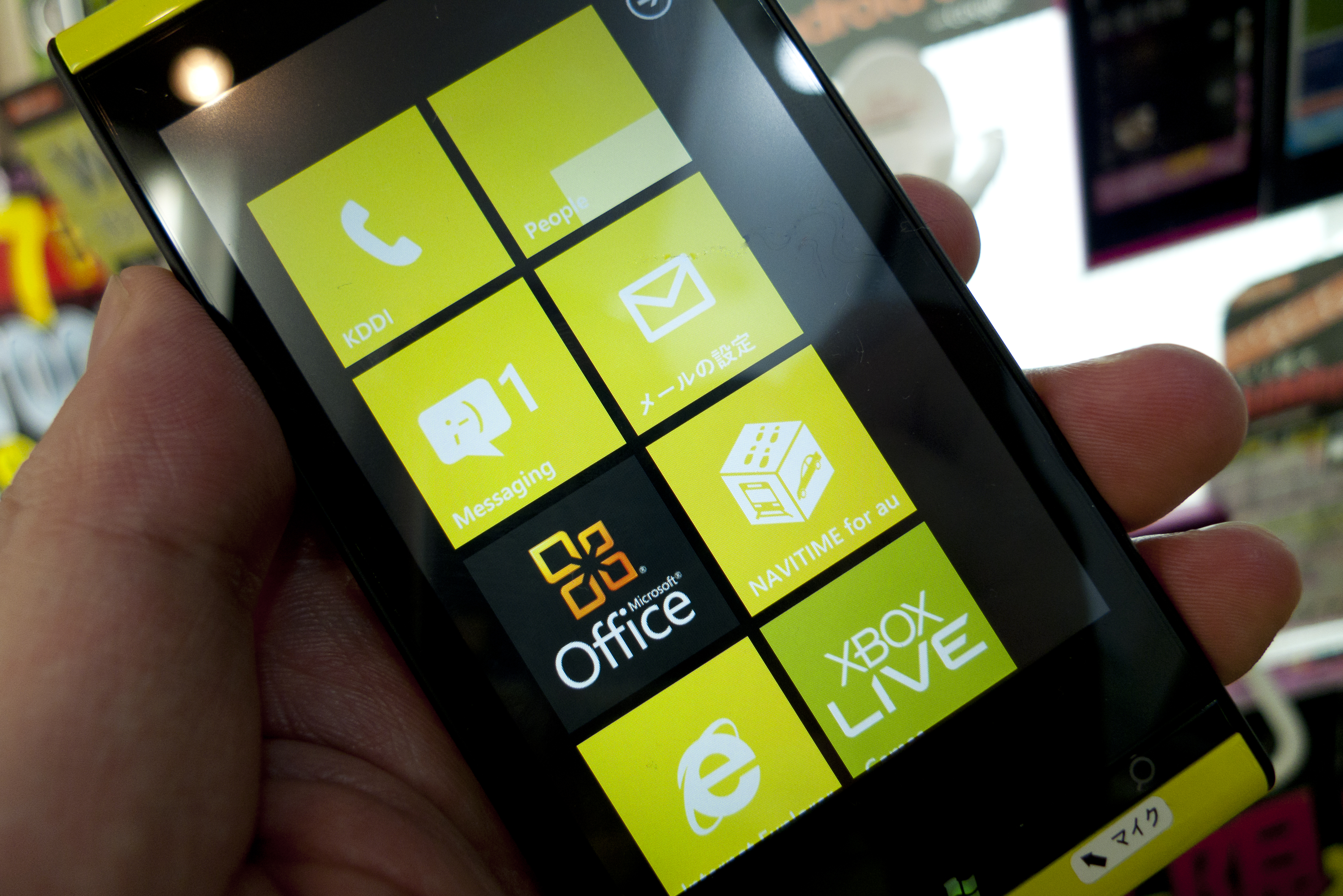
Fujitsu Toshiba IS12T Windows Phone

In Windows Phone 7 is een webbrowser aanwezig, deze is gebaseerd op IE7 en de gebruikte render-engine is een versie tussen IE7 en IE8. Met de update naar Windows Phone 7.5 (Mango) werd de hele browser vervangen door Windows Internet Explorer 9. Adobe Flash wordt bij de release nog niet ondersteund, ook zal Silverlight in de browser niet werken.
Voor het afspelen van mediabestanden wordt de software van de Zune-mediaspeler gebruikt. De ondersteunde bestandsformaten voor muziek zijn: MP3, WMA, AAC, AAC+, eAAC+, AMR en Midi.Voor video zijn dat: MPEG4, H.263, H.264, WMV (.wmv) en DivX. Voor afbeeldingen zijn JPEG en BMP beschikbaar. Dit zijn minder formaten dan de Zune-mediaspeler zelf ondersteunt, maar Microsoft heeft alleen deze formaten bevestigd.
Verder beschikt Windows Phone 7 over een Marketplace. Deze ondersteunt betaling via kredietkaart en betaling via de provider. Voor ontwikkelaars is het mogelijk een testperiode toe te voegen. De marketplace is bestemd voor het downloaden van muziek, spellen, abonneren op podcasts en dergelijke. Aankopen worden geregistreerd via een Windows Live ID. Voor spellen wordt een onderscheid gemaakt. Er zijn officiële spellen, Xbox Live Games for Windows Phone, genaamd. Partners die Microsoft hiervoor bevestigd heeft, zijn EA Games, Namco en Pandora. Daarnaast kan elke onafhankelijke ontwikkelaar spellen maken voor het besturingssysteem.

### Multitasking
Windows Phone 7 zal in elk geval in de eerste versie geen volledige multitasking ondersteunen. Enkel de applicaties van het besturingssysteem zelf kunnen naast elkaar draaien. Dit zijn applicaties als Zune, de browser en dergelijke. In plaats hiervan heeft Microsoft wel twee andere systemen geïmplementeerd.
Het eerste systeem is te vergelijken met cookies in internetbrowsers. Als een applicatie wordt afgesloten, wordt er een status-pakket opgeslagen. Dit houdt informatie vast, zoals: welk deel was als laatst zichtbaar, hoever er naar beneden gescrolld is, wat er in de invoervelden stond. Op het moment dat men terugkeert, wordt de applicatie met deze informatie weer opgebouwd.
Het tweede systeem is door middel van pushberichten die boven in het startscherm worden getoond. Microsoft heeft dit Microsoft Notification Service gedoopt. Applicaties kunnen hiermee berichtjes (notificaties) 'naar voren duwen'. Dit betekent dat applicaties die niet open staan, wel real-time-updates kunnen geven.
Een voorbeeld is een RSS-feed met nieuwsberichten. Er komt in het scherm te staan dat er een nieuw bericht is in de webfeed waarop de gebruiker geabonneerd is. Andere voorbeelden zijn weerbericht-updates en Xbox Live-uitnodigingen.

### Updates
De updates zullen via Microsoft zelf verspreid worden. Hiermee hoopt Microsoft versplintering van een aantal versies tegen te gaan. De kleine updates zullen draadloos via een internetverbinding naar de telefoons verzonden worden. Grote updates zullen verspreid worden via de desktopsoftware van Zune onder Windows, en 'Windows Phone Connector' onder Mac OS X. De Zune-software zal een belangrijke rol spelen bij Windows Phones, zo zal ook via Zune muziek en films naar de telefoon verzonden worden. Software-updates worden niet meer verspreid via de fabrikant of provider, maar als zij toch een provider-specifieke update willen verspreiden, dan kunnen ze gebruikmaken van Microsofts updatesysteem.
Er zijn voor Windows Phone 7 al 3 grote updates verspreid. De NoDo-update heeft zijn naam te danken aan een grap binnen Microsoft; volledig betekent het eigenlijk No Donut. Deze update bracht de mogelijkheid om te kopiëren en te plakken. Windows Phone Mango, ook wel bekend als Windows Phone 7.5 (Windows Phone 7.5 draagt versienummer 7.10), was een langverwachte update en bracht diverse verbeteringen aan het besturingssysteem. Ook werd vanaf nu Nederlands ondersteund. Windows Phone Tango is de recentste versie van Windows Phone. Deze update zorgde ervoor dat Windows Phone nu geschikt was voor smartphones met nog lagere specificaties.
Windows Phone 8 zal niet worden verstuurd als update naar smartphones met Windows Phone 7. In plaats daarvan krijgen Windows Phone 7-toestellen een update naar de tussenversie Windows Phone 7.8, deze bevat een aantal functies van Windows Phone 8. Dit komt omdat Microsoft voor Windows Phone 8 gebruikmaakt van de Windows NT-kernel, anders dan de Windows CE-kernel van Windows Phone 7.x.
Voor Windows Phone 8 kreeg de cyclus van updates een vastere orde. Windows Phone 8 krijgt 3 General Distribution Releases. Dit zijn drie updates die ieder nieuwe functionaliteit toevoegen aan het OS. Na de derde GDR werd Windows Phone 8.1 vrijgegeven, die op zijn beurt weer gevolgd wordt door 2 GDR's. In tegenstelling tot Windows Phone 7 zijn alle updates nu te installeren zonder de telefoon te moeten koppelen aan een ander apparaat, zoals Windows Phone 7.x vereiste. Het eerste grote voorbeeld daarvan is Windows Phone 8.0 Update 1, maar ook Windows Phone 8.1 was zonder een verbinding met een pc te installeren, een zogenaamde Over The Air Update.

### Webbrowser
Met Internet Explorer voor Windows Phone kan de gebruiker een lijst van favoriete webpagina's bijhouden. Ook kan men tegels op het startscherm plaatsen die verwijzen naar webpagina's. De browser kan maximaal zes tabbladen openen, die allemaal tegelijk kunnen worden geladen. Andere functies zijn multi-touchgebaren, vloeiende zoom-in- en zoom-uit-animaties, de mogelijkheid om foto's van webpagina's op te slaan, webpagina's delen via e-mail en een zoekfunctie voor tekst in een webpagina.
Internet Explorer werd in de geschiedenis van Windows Phone meermaals geüpdatet. Windows Phone 7 bevatte Internet Explorer 7 als browser. Met Windows Phone 7.5 werd Internet Explorer bijgewerkt naar versie 9. Die gebruikt dezelfde engine als Internet Explorer 9, in tegenstelling tot IEM7, die niet overeenkomt met Internet Explorer 7. Sinds de overstap naar Windows Phone 8 noemt Microsoft de browser gewoon Internet Explorer en verviel "Mobile". WP8 werd geleverd met versie 10 van de browser die nu volledig gebruikmaakt van dezelfde code als de Windows-variant. Windows Phone 8.1 bevatte een update naar Internet Explorer 11. Met Windows Phone 8.1 Update werden grote wijzigingen doorgevoerd aan Internet Explorer die ervoor moeten zorgen dat de ervaring in de browser beter is. Door middel van wijzigingen aan de user agent string doet IE zich voor als een andere browser waardoor veel websites een betere versie doorsturen. Voorbeeld daarvan is de Twitter-website.

## Systeemeisen
Microsoft stelt enkele eisen aan de hardware van fabrikanten die Windows Phone toestellen willen maken. Deze zijn sinds Windows Phone 7 vaak herzien, vanwege bijvoorbeeld de ondersteuning van nieuwe hardware, zoals in Windows Phone 8, Windows Phone 8 Update 3 en Windows Phone 8.1 Update, het soepeler maken van de eisen, zoals in Windows Phone 7.5 Tango en Windows Phone 8.1 of de ondersteuning van nieuwe API's, zoals in Windows Phone 8.1 Update.
- Twee volumeknoppen en aan/uit-knop
- ARMv7-gebaseerde processor
- Hardwareversnelling voor de DirectX-api
- Minimaal 512 MB RAM
- Een capacitief touchscreen
- Een digitale camera
- Bluetooth- en wifi-connectie
- A-GPS
- Accelerometer, kompas
- Afstandssensor

## Software-ontwikkeling
Windows Phone-software-ontwikkeling wordt enkel gebaseerd op Silverlight en XNA. Het .Net Compact Framework is niet meer beschikbaar voor Windows Phone 7, wat betekent dat alle oudere applicaties van Windows Mobile niet meer beschikbaar zijn voor dit besturingssysteem.
Ontwikkeling gebeurt door middel van Microsoft Visual Studio. Software kan getest worden via een emulator of een fysiek toestel. Dit toestel moet echter wel een Developer Unlock hebben. Ook heeft de ontwikkelaar de mogelijkheid via de Windows Phone Store zijn applicaties op elk Windows Phone-toestel te testen, waarbij de applicatie niet door de keuring hoeft te gaan.

## Kernel
Windows Phone 7 is gebaseerd op Windows CE 7.0. Na de laatste vernieuwingen hierin biedt het in theorie ondersteuning voor 32.000 processen tegelijk. Voor elk proces is maximaal 1 GB aan virtueel geheugen beschikbaar, hoewel er slechts totaal 2 GB aan virtueel geheugen beschikbaar is voor de processen. Ook de kernel beschikt over 2 GB virtueel geheugen. Dit zijn de specificaties van Windows Embedded in het algemeen, en dus niet van Windows Phone 7 in het bijzonder. De graphics worden verricht door Direct3D, dit is gebaseerd op DirectX10.
Met de overstap naar Windows Phone 8 werd de Windows CE kernel aan de kant geschoven en werd de Windows NT kernel gebruikt, dezelfde kernel die sinds Windows XP in consumenten edities van Windows wordt gebruikt. Het gaat om Windows NT 6.2, dat dezelfde kernel is als in Windows 8. Dit is gedaan om de compatibiliteit tussen de twee besturingssystemen te verbeteren en om het makkelijker te maken voor ontwikkelaars om apps tussen de twee platformen te porten. De overstap naar een nieuwe kernel was een van de redenen dat Windows Phone 7 niet kan worden geüpdatet naar Windows Phone 8. Met Windows Phone 8.1 wordt de kernel bijgewerkt naar Windows NT 6.3. Windows 10 Mobile zal heeft op zijn beurt de kernel bijgewerkt naar Windows NT 10.0, al gebruikten eerdere previews nog NT 6.4.

## Kritiek
Er zijn een aantal punten waarop Windows Phone 7 kritiek heeft gekregen. Een van deze dingen is het ontbreken van een 'kopiëren en plakken'-functie. De kritiek blijkt wel het meest duidelijk uit een artikel van Cnet: "Windows Phone is vergeten hoe kopiëren en plakken werkt". Dat is echter met de NoDo-update goedgezet. Ook is het bericht dat multitasking niet beschikbaar is voor 3rd-party-ontwikkelaars bijna nergens goed ontvangen, blijkt uit de reacties onder de nieuwsartikelen. Ook zijn veel Windows Mobile-gebruikers teleurgesteld dat oude applicaties niet meer werken op Windows Phone en dat ontwikkelde applicaties alleen via de Marketplace op de telefoon zijn te krijgen.
Tevens ontbeert Windows Phone 7 een groot aantal Exchange Policies. Slechts 7 van de 30 worden ondersteund, waar voorganger Windows Mobile 6.5 nog alle 30 ondersteunde. Met name in een zakelijke omgeving verhindert dit een snelle acceptatie.
Met Windows Phone 8 en 8.1 was er van de consumenten vaak kritiek op de beperkte hoeveelheid applicaties die in de Windows Phone Store te vinden waren, en van de app-ontwikkelaars was er juist kritiek op de te kleine gebruikersaantallen van Windows Phone. Dit kan een van de redenen zijn waarom Windows Phone nooit zo groot is geworden als iOS en Android.